# Casa Capşa
La Casa Capşa és un restaurant històric de Bucarest (Romania). L'establiment es va obrir l'any 1852 i després d'uns anys es va convertir en hotel; que va tornar a reobrir les seves portes el 17 de juny de 2003. La Casa Capşa va ser un símbol del Bucarest des de finals del segle xix fins a l'arribada del comunisme l'any 1948, quan va entrar en una llarga decadència fins que a principis de segle xxi un grup inversor estranger va decidir invertir diners per recuperar aquest espai emblemàtic de Bucarest. La Casa Capşa està ubicada a Calea Victoriei molt a prop del Cercle Militar Romanès (en romanès Cercul Militar) al centre de Bucarest.

## Història
Els senyors Anton i Vasile Capşa van fundar una pastisseria a la Calea Victoriei (en català Carrer de la Victòria) més al nord de l'establiment actual, que fou fundat pel germà petit, Grigore Capşa, que havia fet estudis de Boissier a París, l'any 1868. De París va portar uns coneixements de confiteria francesa que li van permetre d'augmentar la reputació de la Casa Capşa. El negoci es va ampliar amb un saló restaurant que contínuament estava ple. La pastisseria Casa Capşa va introduir el gelat a Romania i va fer alguns pastissos commemoratius molt famosos a l'època.
La cafeteria es va obrir l'any 1891 i ràpidament va esdevenir un punt de referència del món literari i cultural de Bucarest, on els escriptors i els intel·lectuals van crear un autèntic ambient bohemi en les seves llargues estades al cafè i que va permetre crear un nucli d'irradiació de pensament i cultura com no n'existia a la capital romanesa fins a aquell moment. En part es veié afavorit per la seva ubicació cèntrica i pel fet que gairebé davant mateix de la Casa Capşa es trobava el Teatre Nacional Romanès (actualment a l'emplaçament de l'antic teatre es troba el Palatul Telefoanelor).
L'any 1886 la Casa Capşa va obrir l'hotel, que inicialment fou una casa d'hostalatge dels parlamentaris romanesos que eren de fora de Bucarest. El primer encarregat de l'Hotel fou un francès, Bourdell, que havia estat director del Hôtel Café Anglais de París. Va convertir l'Hotel Casa Capşa en un hotel romanès molt elegant i luxós, que aviat va guanyar un gran prestigi a l'Europa del moment i que li va valer ser catalogada per la revista britànica com un dels millors hotels del món, comparant-lo amb l'Hotel Douglas de Madrid, el Capello Nero de Venècia, el Giappone de Livorno i el Hungaria de Budapest. Per la seva exclusivitat l'Hotel Casa Capşa va ser lloc d'hostalatge d'importants artistes, aristòcrates, importants adinerats, polítics, diplomàtics i reis en visita a Romania. Entre els famosos que s'hi varen estar al Capşa hi ha George Enescu, Enrico Caruso, Raymond Poincaré, Joseph Pilsudski, Louis Barthou, Camille Flammarion, Maurice Gamelin,  així com nombrosos monarques com Guillem I i Guillem II d'Alemanya, així com el tsar de Rússia Alexandre II i l'emperador austrohongarès Francesc Josep I.
El prestigi de la Casa Capşa tant pel que fa a la pastisseria, com la cafeteria i l'hotel va anar en augment fins a tal punt que va ser un dels més importants establiments de Bucarest amb un gran prestigi (conjuntament amb establiments com el Caru cu Bere) que va fer que Bucarest fos anomenada a l'Europa d'entreguerres com el Petit Paris (en romanès Micul Paris) o París de l'Est. Aquest món va desaparèixer l'any 1948 quan el Partidul Comunist Român prengué el control del poder. La Casa Capşa (tots els tres establiments) foren tancats, ja que el nou Estat Socialista veia en el Capşa un residu burgès i aristocràtic que s'havia d'eliminar. El Capşa va obrir al cap de poc temps el restaurant transformat en un establiment estatal, però amb el nom de Restaurant de Bucarest, lloc que curiosament fou l'elegit per l'elit comunista per fer els seus apats i llocs de reunió, esdevenint un important indret de reunió de la intel·lectualitat comunista. El restaurant va recupera el nom de Capşa l'any 1984, tot i que el seu prestigi a arreu d'Europa feia anys que havia desaparegut.
Amb la caiguda del comunisme l'any 1989 el Capşa com molts altres establiments estatals romangueren sota control governamental fins que foren transferits als seus antics propietaris (alguns locals com el Caru cu Bere encara són propietat de l'Estat però que estan administrats per la iniciativa privada). El Capşa va ser transferit als seus antics propietaris i va tornar a reobrir amb 61 habitacions de gran luxe. La pastisseria i la cafeteria no s'han tornat a reobrir mai més, motiu pel qual tot i que el Capşa ha recuperat el luxe del passat no ha sabut revifar l'ambient cultural i de bohèmia del passat.